# OT-810
OT-810 – czechosłowacki transporter opancerzony, wersja rozwojowa niemieckiego transportera Sd.Kfz.251. Różne wersje tego pojazdu były użytkowane przez armię czechosłowacką do początku lat 80. XX wieku.

## Historia

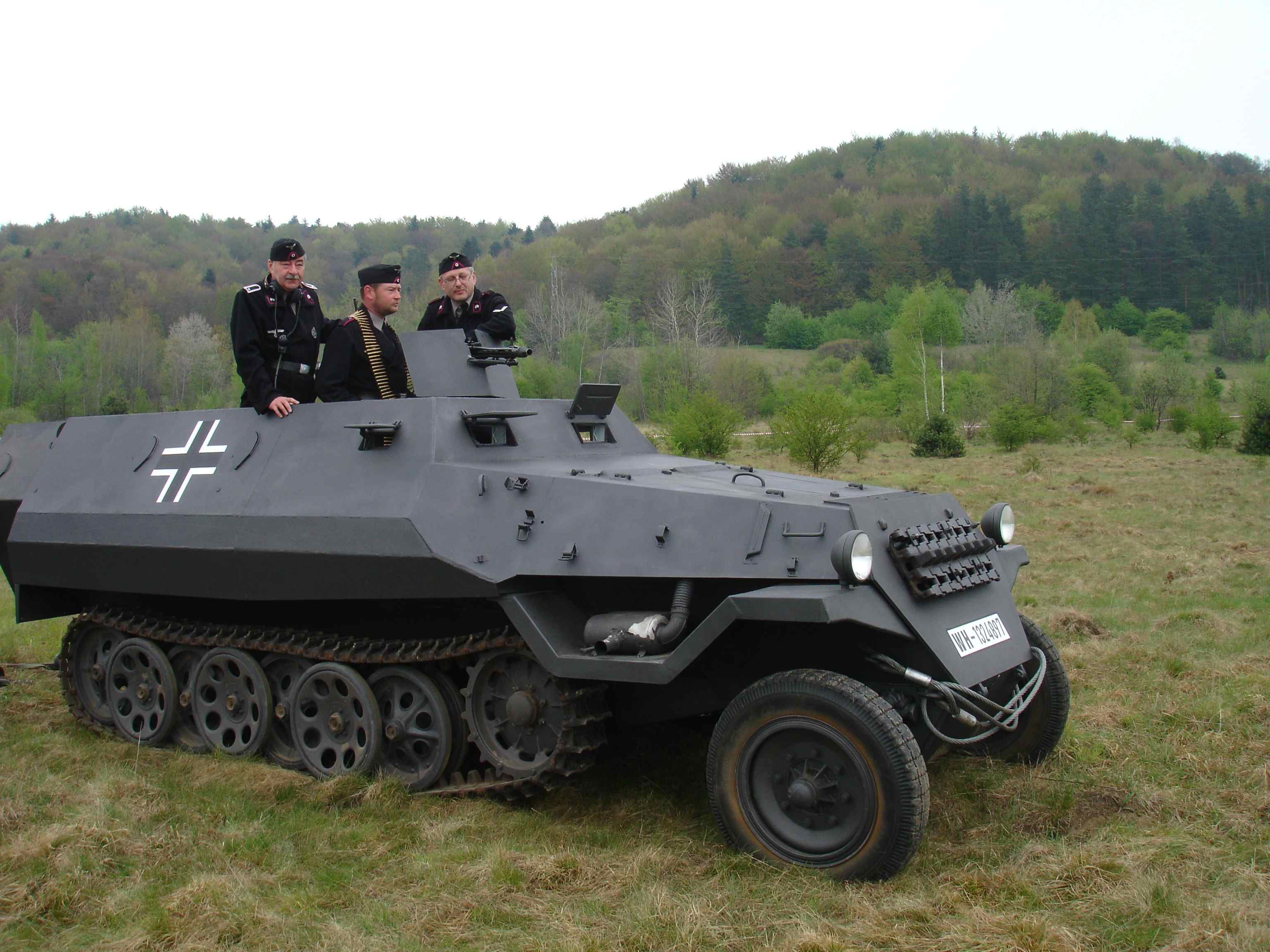
OT-810 stylizowany na Sd.Kfz.251 w czasie rekonstrukcji historycznej

W czasie II wojny światowej znajdujące się na terenie Czech zakłady przemysłowe prowadziły produkcję sprzętu wojskowego na potrzeby sił zbrojnych III Rzeszy. Wśród tych zakładów znajdowała się fabryka Škody w Pilźnie produkująca podwozia transportera Sd.Kfz.251 oraz fabryka Bohemia w Českiej Lípie produkujące kadłuby dla tych pojazdów.
Po zakończeniu wojny czechosłowackie zakłady kontynuowały produkcję sprzętu skonstruowanego podczas wojny, w miarę potrzeby zastępując podzespoły produkowane za granicą rodzimymi. Wśród opracowanych wzorów uzbrojenia znalazły się prototypowy półgąsienicowy samochód ciężarowy Tatra V985 i transporter opancerzony OT-810. Obydwa wykorzystywały podzespoły niemieckiego transportera Sd.Kfz.251.
OT-810 różnił się od Sd.Kfz.251 głównie zastosowanym silnikiem. Produkowany poza Czechosłowacją silnik gaźnikowy Maybach HL 42 TURKM zastąpiono chłodzonym, powietrzem 8-cylindrowym silnikiem wysokoprężnym Tatra T-928-3. Montaż nowego silnika wymusił wydłużenie przedziału silnikowego w związku z tym zwiększył się odstęp pomiędzy kołami a gąsienicami. Ostateczny projekt nowego pojazdu powstał w latach 1953–1958 w zakładach Tatra.
Ostateczna wersja pojazdu poza nowym silnikiem miała zmodyfikowany kadłub i nowe gąsienice. Przystosowując pojazd do użycia na atomowym polu walki zakryto przedział desantowy, zastosowano hermetyczne drzwi i pokrywy włazów, a pojazd wyposażono w urządzenia filtrowentylacyjne. W przedniej części kadłuba znajdował się silnik. Za nim znajdował się przedział załogowy mieszczący dwunastoosobową załogę. W jego przedniej części twarzą do kierunku jazdy zajmowali kierowca, dowódca, oraz dwóch siedzących za nimi żołnierzy. Reszta desantu (osiem osób) siedziała twarzami do siebie na ławkach po bokach przedziału.
Nad stanowiskiem dowódcy znajdującym się w prawej, przedniej części przedziału załogowego zamocowano obrotnice na której można było zamocować znajdujący się na uzbrojeniu przewożonej drużyny piechoty ukm UK vz. 59. Dodatkowo żołnierze desantu mogli prowadzić ogień przez otwory strzelnicze znajdujące się na burtach (dwa z każdej strony) i w drzwiach tylnych (jeden).
W latach 1959–1963 w słowackich zakładach Podpolianske Strojarne NP zmontowano około 1500 egzemplarzy OT-810. Poza wozami w wersji podstawowej wyprodukowano 320 wozów dowodzenia OT-810/R2 przeznaczonych dla dowództw jednostek i jednostek łączności. Miały one zamocowane w przedziale załogowym sowiecką radiostację R-113. Powstało także 20 wozów przystosowanych do nauki jazdy.

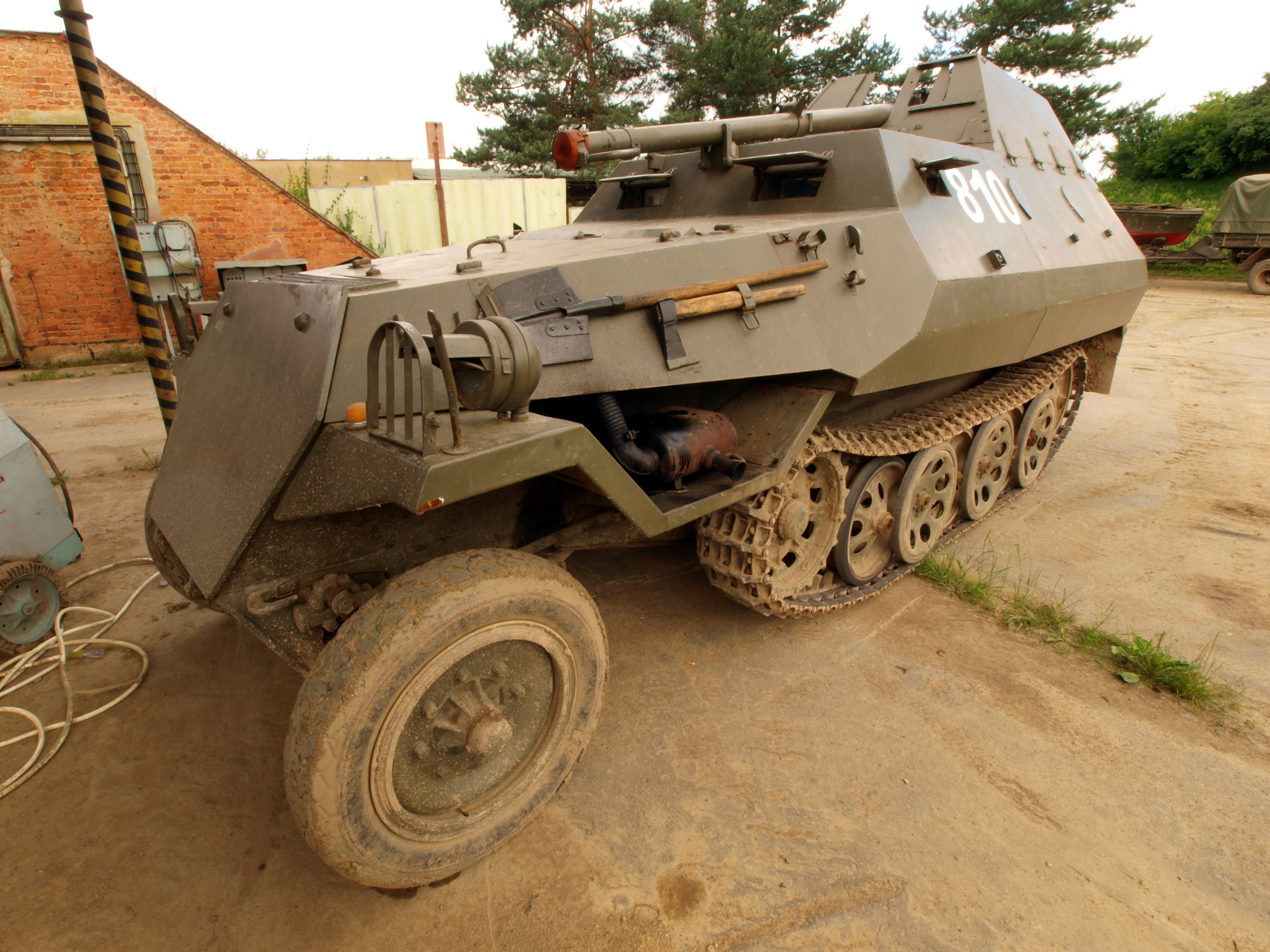
OT-810D

Po rozpoczęciu w pierwszej połowie lat 60. produkcji transporterów OT-62 TOPAS i OT-64 SKOT te nowocześniejsze pojazdy zaczęły wypierać OT-810 z uzbrojenia jednostek piechoty. Wycofywane OT-810 były przebudowywane na pancerne ambulanse (ok. 70 szt.), wozy obserwacyjne dla artylerii, oraz wozy pogotowia technicznego. Kilkadziesiąt pojazdów przebudowano pod koniec lat 60. na pojazdy o oznaczeniu OT-810D. Po zdemontowaniu pokrywy przedziału załogowego zamocowano nad nim działo bezodrzutowe BzK vz. 59 kalibru 82 mm sprzężone ze służącym do wstrzeliwania samopowtarzalnym karabinem ZH-59 kalibru 12,7 mm. Działo było chronione od przodu i boków składanymi płytami pancernymi, od góry osłaniane brezentową osłoną. Możliwe było także zdemontowanie działa z pojazdu i użycie go z przewożonego w wozie trójnogu. Niezmodyfikowane pojazdy przekazywano także straży granicznej i milicji. Ostatnie wozy OT-810 (w wersji ambulansu) zostały wycofane z uzbrojenia na początku lat 80.